# النسوية أو الموت
النسوية أو الموت (بالفرنسية: Le Féminisme ou la mort)‏ كتاب عن النسوية البيئية ألفته فرانسواز دوبون [الإنجليزية].